# Boku No Tegami
Singles de ZONE
H.A.N.A.B.I ~Kimi ga Ita Natsu~
(2003) Sotsugyō
(2004)
Boku No Tegami est le 11e single major du groupe ZONE sous le label Sony Music Records et le 12e en tout, sorti le 29 octobre 2003 au Japon. Il arrive 2e à l'Oricon et reste classé 12 semaines pour un total de 71 000 exemplaires vendus dans cette période. C'est le dernier CD auquel participe TAKAYO.

## Historique
Boku No Tegami a été utilisé comme thème de fermeture de l'émission HEY!HEY!HEY!MUSIC CHAMP. Boku No Tegami se trouve sur l'album N, sur la compilation E ~Complete A side Singles~ et sur l'album en hommage au groupe ZONE Tribute ~Kimi ga Kureta Mono~; tandis que Mind se trouve sur la compilation Ura E ~Complete B side Melodies~.

## Liste des titres
| 1. | Boku No Tegami (僕の手紙)                                 | Machida Norihiko (町田紀彦)    | Machida Norihiko (町田紀彦) | 4:46 |
| 2. | Tetsuwan Atom (ZONE & Run Time All Stars) (鉄腕アトム)    | Shuntarō Tanikawa (谷川俊太郎) | Takai Tatsuo (高井達雄)     | 4:04 |
| 3. | mind                                                      | Machida Norihiko (町田紀彦)    | Machida Norihiko (町田紀彦) | 3:32 |
| 4. | Boku No Tegami (backing track) (僕の手紙)                 | Machida Norihiko (町田紀彦)    | Machida Norihiko (町田紀彦) | 4:46 |
| 5. | Tetsuwan Atom (ZONE & Run Time All Stars) (backing track) | Shuntarō Tanikawa (谷川俊太郎) | Takai Tatsuo (高井達雄)     | 4:04 |
| 6. | mind (backing track)                                      | Machida Norihiko (町田紀彦)    | Machida Norihiko (町田紀彦) | 3:30 |